# FASHION STORY -Model-
『FASHION STORY -Model-』（ファッションストーリー モデル）は、2012年の日本映画。
ファッション誌の制作現場の内幕や人間模様を、多数の現役モデルの出演で描いた劇映画。

## キャスト
- 雛子：本田翼
本作の主人公。ファッション誌「LA STRADA」（ラ・ストラーダ）の駆け出し専属モデル。
演じる本田は本作が初の主演映画で、公開初日（2012年11月17日）にシネリーブル池袋で行われた舞台挨拶では「私の初めてを捧げました。とても大切な作品です。」とコメントしている[1]。
- ミホ：加賀美セイラ
雛子が憧れる「LA STRADA」の人気No.1モデル。編集長のアイデアで雛子と組んで撮影することに。
加賀美も本田と同じ映画初出演。劇中では特技のバレエを披露するシーンもある[2]。
- レナ：河北麻友子
雛子のモデル仲間。人見知りで恋に臆病な性格の持ち主。演じる河北は中村監督とイメージを膨らませながら役作りし、ドキドキ感を味わいながら撮影したという[3]。
- 大塚ありさ：長渕文音
雛子のモデル仲間。
- 梨乃（スタイリスト助手）：森田彩華
先述の文音とは中村が助監督を務めた『三本木農業高校、馬術部』（佐々部清監督・2008年）からの親友で、人見知りだった文音にとっては心の支えだったとブログで述懐している[4]。
- 瞳：高田里穂
- 光一郎：小柳友
- 野坂：須賀貴匡
- 宅間（カメラマン）：伊藤洋三郎
- 森崎（「LA STRADA」編集長）：手塚理美

- その他：高橋メアリージュン、東野佑美、鈴木ちなみ、七菜香、大島なぎさ、阿部菜渚美、nicola、芹川楓、朝比奈恵美、福間文音、ティアラ、樋場早紀、カロリナ、高橋真依子、加津塔、ALEX圭吾、藤井泰造、城田純、池田光咲、池端玲名、桜井ユキ、大谷澪、大村沙亜子、荻野みかん、藤森麻由、松林慎司

## スタッフ
- 製作：山田浩貴
- Special Thanks：hiroko
- 企画プロデュース：西健二郎
- エグゼクティブプロデューサー：長田安正、小浜圭太郎、増田浩太郎、塩月隆史、多井久晃
- プロデューサー：中林千賀子
- 監督：中村さやか
- 脚本：金杉弘子
- 音楽プロデューサー：有田雄三(RzC)
- キャスティングプロデューサー：星久美子
- ライン・プロデューサー：原田文宏
- 撮影：青木淳二
- 照明：守利賢一
- 美術・装飾：山岸正一
- 録音：矢野正人、石寺健一
- 編集：細野優理子
- 音響効果：伊藤瑞樹
- スタイリスト：高橋さやか
- ヘアメイク：中村洋子、宮本真奈美
- 助監督：石井清夏
- スチール：金子真紀
- 主題歌：May J.「私がカバーガール」（作詞：May J.／作曲・プロデュース：小西康陽）

- 製作：F.S.フィルムパートナーズ（オールイン エンタテインメント、ユナイテッドエンタテインメント、エイジアピクチャーズリミテッド、大藤玲一郎事務所、ラフター、ワコー）
- 制作：Booster Project